# Velike kopalke
Velike kopalke (francosko Les Grandes Baigneuses) , je slika Augusta Renoirja, naslikana med letoma 1884 in 1887. Sliko hranijo je v Filadelfijskem umetnostnem muzeju v Filadelfiji. 
Na sliki je prizor žensk, ki se kopajo. V ospredju sedita dve ženski ob vodi, tretja pa stoji v vodi blizu njih. V ozadju se kopata še dve. Tista, ki stoji v vodi v ospredju se zdi, da bo kmalu poškropila eno od žensk, ki sedi na obali. Ta ženska se nagiba nazaj, da bi se izognila pričakovanim kapljicam vode.
Figure imajo kiparsko kakovost, medtem ko pokrajina za njimi sije z impresionistično svetlobo. S tem novim slogom je bil Renoirjev namen uskladiti sodobne oblike slikanja s slikarskimi tradicijami 17. in 18. stoletja, zlasti z Ingresom in Rafaelom. Renoir je občudoval tudi dela Rubensa in Tiziana, poskušal pa je najti kompromis med slogi teh starih mojstrov in novim impresionističnim slogom.

## Slikanje
Navdihnilo ga je delo Françoisa Girardona, Kopanje Nimf (1672), nizek relief v vodnem parku Versaillesa. Odraža tudi vpliv Ingresovih in zlasti Rafaelovih fresk, katerega slog ga je prevzel med potovanjem v Italijo. Ta dva velika umetnika sta vplivala na Renoirjevo celotno pot slikanja in risanja: začel je slikati bolj disciplinirano kot po navadi, opustil je slikanje na prostem in naredil ženski akt - do takrat le občasen predmet – kot njegov glavni fokus.
Renoir je tri leta delal na Kopalkah, dokler ni bil zadovoljen s sestavo. V tem času je izvedel številne študije in skice, vključno z vsaj dvema risbama tematske celote. 
Kopalke lahko obravnavamo tudi kot Renoirjevo slikovno oporoko. Aline Charigot, blondinka, ki je bila model, s katero se je Renoir poročil leta 1890 in Suzanne Valadon, sama slikarka in mati Mauricea Utrilla. 
Po končani sliki Velike kopalke Renoir, utrujen in razočaran, ni nikoli več ustvarjal slik tega kalibra.  Podobna tema se je kasneje pojavila v seriji slik Paula Cezanna.